# Ганс Фосс
Ганс Фосс (нім. Hans Voß; 28 квітня 1894, Шельгорн — 29 травня 1973, Ойтін) — німецький військовий інженер, контрадмірал-інженер крігсмаріне.

## Біографія
6 серпня 1914 року вступив добровольцем на флот в якості морського інженера і був призначений в 2-гу дивізію верфей, 29 грудня 1914 року — на легкий крейсер «Аркона», 13 вересня 1915 року — знову в 2-гу дивізію верфей, де служив до 4 січня 1916 року, 20 квітня 1916 року — на лінкор «Церінген», 18 травня 1916 року — на броненосець «Князь Бісмарк», 24 серпня 1916 року — в 1-шу дивізію верфей, 2 вересня 1916 року — на торпедний катер G91, 15 липня 1917 року — знову в 1-шу дивізію верфей, 10 жовтня 1917 року — на легкий крейсер «Бреслау», який плавав у складі османського флоту під назвою «Міділі». 20 січня 1918 року, при спробі атакувати британські військові транспорти в Егейському морі, «Бреслау» зіткнувся з п'ятьма мінами і затонув. З 331 члена екіпажу 162 (включаючи Фосса) вцілілі і були взяті. 30 вересня 1919 року звільнений з полону.
1 жовтня 1919 року призначений в 1-шу дивізію верфей. З 12 листопада 1919 року — інструктор військово-морського училища B. З 21 березня 1920 року служив в 3-й морській бригаді Левенфельда. 1 червня 1920 року призначений в корабельну кадрову дивізію «Остзе», 8 липня 1920 року — у військово-морське училище Кіля-Віка, 21 грудня 1921 року — на військово-морську станцію «Остзе». З 13 жовтня 1922 року — вахтовий інженер на легкому крейсері «Берлін». З 28 вересня 1923 року — ад'ютант військово-морського училища Кіля-Віка. З 2 березня 1926 року — вахтовий інженер, з 26 лютого по 16 квітня 1929 року — головний інженер на легкому крейсері «Німфа». З 18 квітня 1929 року — командир роти корабельної кадрової дивізії «Нордзе». З 23 вересня 1930 року — асистент машиніста та інженер з протікань на легкому крейсері «Емден». З 23 лютого 1932 року — командир роти військово-морського училища Фрідріхсорта. З 26 вересня 1934 року — головний інженер на легкому крейсері «Лейпциг». З 2 вересня 1935 року — офіцер штабу військово-морського училища Везермюнде.
З 26 жовтня 1938 по 25 липня 1943 року — консультант оперативного відділу Управління морської війни ОКМ. З 1 серпня 1943 року — начальник Вищого штабу верфей Остланда. З 11 жовтня 1944 року — вищий керівник відділ з випробування конструкції військових кораблів. З 1 квітня по 10 травня 1945 року — начальник Вищого штабу верфей при головнокомандуванні ВМС «Норвегія». 1 липня 1945 року взятий в полон британськими військами в Осло. 21 лютого 1948 року звільнений.

## Звання
- Кандидат в морські інженери (6 серпня 1914)
- Морський інженер-апілкант (30 серпня 1917)
- Морський інженер-обераплікант (1 березня 1920)
- Фенріх-цур-зее-інженер (13 листопада 1920)
- Лейтенант-інженер (9 квітня 1921)
- Оберлейтенант-інженер (1 лютого 1923)
- Капітан-лейтенант-інженер (1 квітня 1929)
- Корветтен-капітан-інженер (1 жовтня 1934)
- Фрегаттен-капітан-інженер (1 жовтня 1937)
- Капітан-цур-зее-інженер (1 січня 1940)
- Контрадмірал-інженер (1 січня 1944)

## Нагороди
- Залізний хрест 2-го класу
- Медаль «За вислугу років» (Пруссія) 3-го класу (9 років)
- Почесний хрест ветерана війни з мечами
- Медаль «За вислугу років у Вермахті» 4-го, 3-го, 2-го і 1-го класу (25 років)
- Застібка до Залізного хреста 2-го класу
- Залізний хрест 1-го класу
- Нагрудний знак флоту